# Kilodegree Extremely Little Telescope
El Kilodegree Extremely Little Telescope (o KELT) és un sistema d'observació astronòmica format per dos telescopis robòtics que realitzen una enquesta pel trànsit d'exoplanetes al voltant d'estrelles brillants. El projecte és administrat conjuntament per membres del Departament d'Astronomia de la Universitat Estatal d'Ohio, el grup d'Astronomia del Departament de Física i Astronomia de la Universitat Vanderbilt el Departament de Física de la Universitat Lehigh i l'Observatori Astronòmic Sud-africà (SAAO).

## Telescopis KELT
KELT es compon de dos telescopis, KELT-Nord a Arizona als Estats Units, i KELT-Sud a l'estació d'observació de la SAAO, a prop de Sutherland a Sud-àfrica.
Cada telescopi KELT consisteix en un ampli camp (26 graus per 26 graus) d'obertura de teleobjetiu de format mitjà amb una obertura de 4,2 cm, muntat davant d'un CCD Apogee 4k x 4k. Cadascun d'ells també pot equipar-se amb un camp alternatiu més estret (10,8 graus per 10,8 graus) amb una obertura de 7,1 cm per a un mode de camp angular estret. KELT-Nord utilitza una càmera Apogee AP16E, mentre KELT Sud utilitza un Apogee U16M. Els acoblaments òptics i les càmeres estan muntats en muntatges Paramount ME fabricats per Software Bisque.

### KELT-Nord
KELT-Nord es troba a l'Observatori Winer, al sud-est d'Arizona, a una hora en cotxe de Tucson. KELT-Nord va ser instal·lat a Winer el 2005, i des de llavors ha estat operant contínuament, amb interrupcions ocasionals per a fallades d'equips i mal temps.

### KELT-Sud
KELT-Sud es troba a l'estació d'observació astronòmica de Sutherland, propietat i operada per SAAO, a uns 370 quilòmetres al nord de Ciutat del Cap. KELT-Sud es va desplegar a Sutherland el 2009.

## Objectius
KELT es dedica a descobrir exoplanetes de trànsit que orbiten estrelles en la magnitud aparent de 8 < V < 10 magnituds. Aquest és el règim més feble que el conjunt d'estrelles que es van estudiar de forma exhaustiva per als planetes a través de les enquestes de velocitat radial, però més brillants que les observades habitualment per la majoria d'enquestes de trànsit.

## Operacions
Tots dos telescopis KELT operen observant seqüencialment una sèrie de camps predefinits de tot el cel durant tota la nit, cada nit quan el temps és bo. Totes les exposicions es prenen amb exposicions de 150 segons, optimitzades per observar estrelles en el rang de magnitud objectiu de KELT.

## Descobriments d'exoplanetes
KELT ha realitzat diversos descobriments d'exoplanetes i almenys una nana marró fins avui.
A més, l'enquesta ha descobert nanes marrons com KELT-1b.